# Funker Vogt
I Funker Vogt sono un gruppo EBM tedesco formato da Gerrit Thomas e Jens Kästel nel 1995.
Sono noti per il ritmo dance incalzante dei loro brani con tempo a 4/4 e per i testi dei brani prettamente antimilitaristi.

## Discografia
- Thanks For Nothing (1996)
- Words Of Power (1997)
- Take Care (1997)
- Words Of Power (1997)
- We Came To Kill (1997)
- Killing Time Again (1998)
- Execution Tracks (1998)
- Tragic Hero (1998)
- Velvet Acid Christ Vs Funker Vogt: The Remix Wars - Strike 4 (1999)
- Gunman (2000)
- Maschine Zeit (2000)
- T (2001)
- Subspace (2001)
- Code 7477 (2001)
- Date Of Expiration (2002)
- Survivor (2002)
- Red Queen (2003)
- Revivor (2003)
- Always And Forever Volume 1 (2005)
- Fallen Hero (2005)
- Navigator (2005)
- Always And Forever Volume 2 (2006)
- Killing Ground (2006)
- Aviator (2007)
- Arising Hero (2010)
- Blutzoll (2010)
- Hard Way (2012)
- Companion In Crime (2013)
- Sick Man (2014)
- Der Letzte Tanz (2017)
- Code Of Conduct (2017)
- Musik Ist Krieg (2017)
- Feel The Pain (2018)
- Wastelands (2018)
- Element 115 (2021)
- Final Construct (2024)